# FIRST Lego League Challenge
 El FIRST LEGO League Challenge (conocido como el FIRST LEGO League) es una competencia internacional organizada por FIRST para estudiantes en primaria y secundaria (dirigido a edades de 9–14 en los Estados Unidos y Canadá, y de 9–16 años en otras países).
Cada año en agosto, equipos del FIRST LEGO League Challenge se les presenta con un reto científico que corresponde a un problema real mundial que esta ocurriendo para que se enfoquen en él y lo investiguen.  La parte de robótica de la competencia implica diseñar y programar los robots LEGO Mindstorms para completar funciones. Los estudiantes desarrollan una solución a un problema relacionado al tema (que cambia anualmente) y luego se congregan para torneos regionales, nacionales e internacionales para competir, compartir su conocimiento, comparar idea  y hacer una demostracion de sus robots.
El FIRST LEGO League Challenge es la asociación entre FIRST y el LEGO Group. También tiene un programa de robótica para niños de 6 a 9 años llamado FIRST LEGO League Explore.

## Detalles de Competencia
Al principio de la temporada de competencia, FIRST envía un conjunto de materiales de competencia oficiales a cada equipo registrado, constando de un 'tapete de desafío,  componentes electrónicos y mecánicos de LEGO e instrucciones para construir los elementos para el tapete (en conjunto reconocido como el Challenge Set, anteriormente el Field Setup Kit). Los equipos también reciben una lista de tareas, llamadas 'misiones', para completar involucrando a cada modelo en el tapete (ej. tomando una pieza suelta de un modelo y colocándolo interior otro). El FIRST LEGO League Challenge da libertad completa a los equipos con respeto a cómo completar las misiones, ya que  están completados por un robot LEGO Mindstorms programado sin asistencia exterior. El robot tiene dos minutos y medio para completar las misiones; llamado el Robot Game. Cada equipo tiene un periodo mínimo de 8 semanas para analizar el tapete de desafío, diseñar y construir un LEGO Mindstorms robot y programarlo para cumplir las misiones dadas en cualquier manera que se vean aptos. El robot tiene que ser autónomo, y puede contener sólo uno bloque programable de LEGO Mindstorms y no más de 4 motores.
Además del evento en vivo del Robot Game, la competencia tiene tres secciones addicionales calificadas con el propósito de proporcionar equipos con retroalimentación en sus logros de los FIRST LEGO League Challenge objetivos de aprendizaje.La primera sesión de calificación, Core Values, está diseñada para determinar cómo el equipo trabaja en conjunto y utiliza los valores de FIRST LEGO League en todo lo que hacen, los cuales incluyen inspiración, trabajo en equipo, Profesionalidad Gentil, y Coopertition. Además de hablar de cómo su equipo exhibe estos valores, los equipos también deben de realizar una actividad de cooperación, normalmente cronometrado, para ver cómo el equipo trabaja  para solucionar un problema nuevo. En el segundo bloque, en el Robot Design, o calificación técnica, el equipo demuestra el diseño mecánico, programación, e innovación/de estrategia de su robot. El objetivo de esta sesión de calificación es para ver lo que el robot “tendría” que hacer durante el Robot Game. Por último, en el Project, los estudiantes tienen que dar una presentación de 5 minutos sobre un tema relacionado al reto actual. Los pasos requeridos del proyecto como equipos son primeramente identificar un problema que está relacionado al tema de la competencia de aquel año, luego crear una solución innovadora a su problema identificado, para así modificar algo que ya existe o crear algo completamente nuevo (una "solución innovadora"), y entonces compartir dicha solución con otros, como profesionales los cuales tienen experiencia en ese tema.

### Desempeño en la Mesa

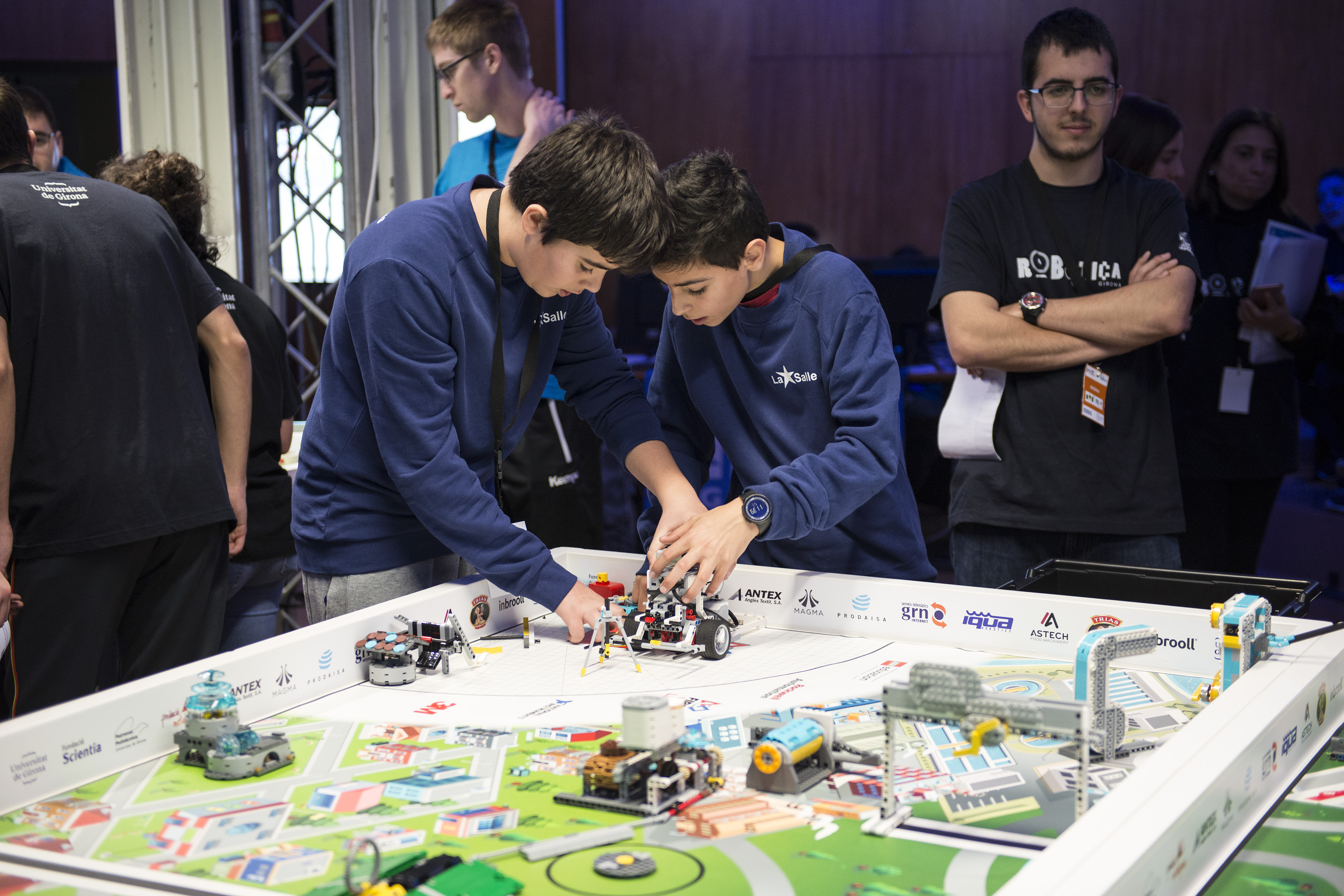
Integrantes de equipo instalan su pieza autonoma para el 2017 Hydro Dynamics campo de juego.

Cuando la competencia oficial se congrega, cada equipo trae su robot para competir en un tapete de reto oficial idéntico al que tienen. Dos miembros del equipo están permitidos a estar en la mesa durante la partida; sin embargo pueden cambiar a los miembros si es necesario. En caso de un problema grave, por ejemplo si todo el robot se empieza a romper, todo el equipo esta permitido siempre y cuando el problema persista. Miembros no están permitidos a traer robots addicionales u objetos de otras mesas de práctica a su mesa durante la competencia. 
El robot inicia en una área marcada como 'base', un área blanca en la esquina o a un lado de la mesa. En la base, dos miembros del equipo tienen permitido tocar el robot e iniciar los programas. Si el equipo toca el robot mientras está en el exterior de la base (una 'interrupción'), el árbitro emitirá una falta, resultando en una deducción de 5 puntos. Estos son modelos de LEGO estacionarios que niegan la puntuación final si quedan hasta concluir el término, proporcionando un incentivo a no interrumpir el robot. No es un requisito que el robotregrese a la base; algunos equipos han completado todas sus misiones sin regresar durante el tiempo asignado para completar las misiones.  De hecho, en los retos de 2008–09, 2009-10, 2011-2012, y 2012-13 retos, los puntos estuvieron otorgados si el robot estaba en una de dos áreas específicas, no incluyendo base, al final del partido de minuto y medio.

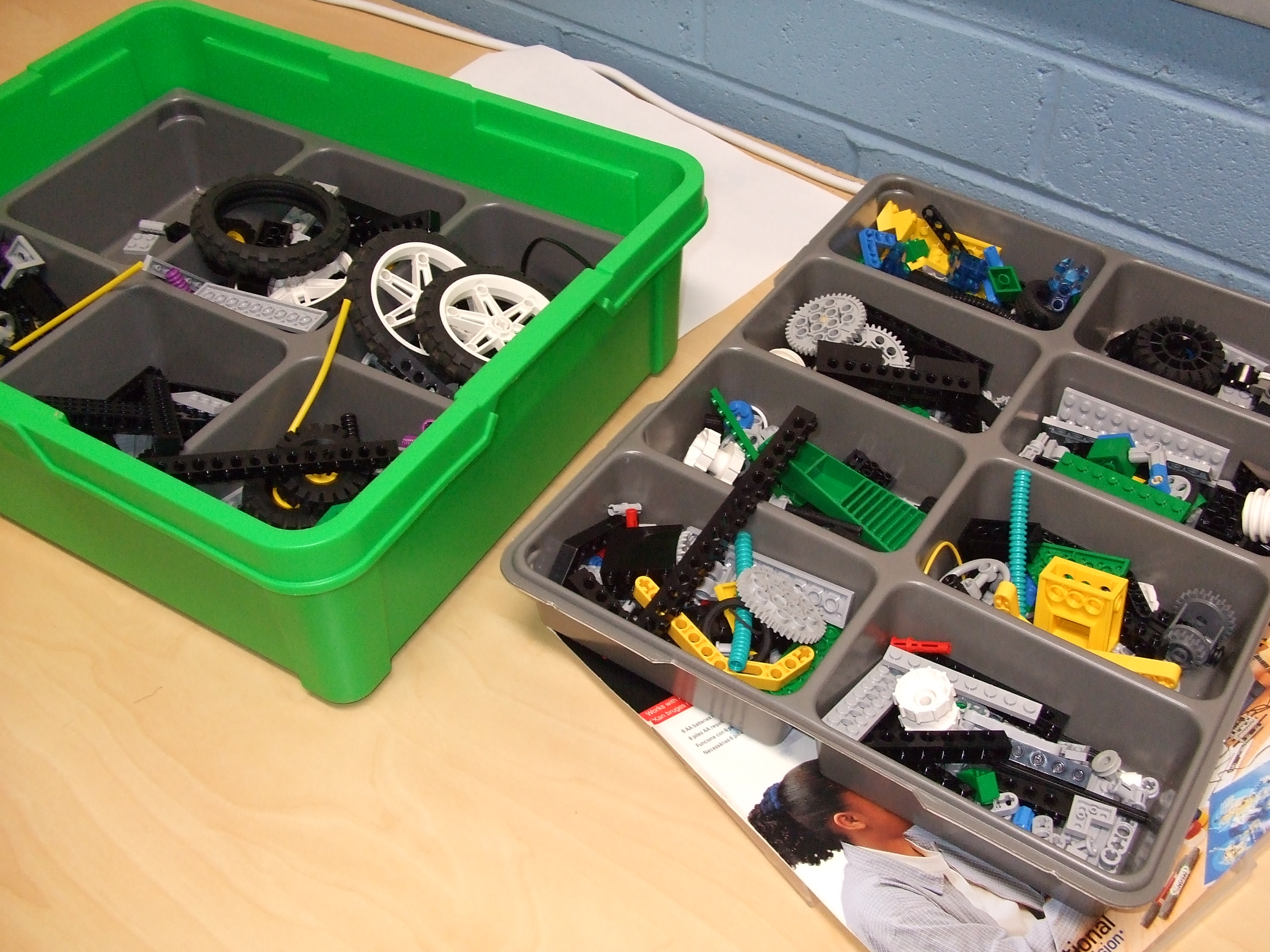
Participantes construyen robots con kits como estos.

Equipos de FIRST LEGO League pueden utilizar "cualquiera de las partes hechas por LEGO  en su condición de fábrica original" para construir sus robots. Los robots están programados utilizando cualquier lengua que permita el movimiento autónomo. Muchos equipos optan para una platafroma de codificación de bloques como el EV3 software oficial, el NXT-software oficial (ahora expirado), o Robolab. Todos estos están construidos alrededor de Labview.

## Eventos
Equipos en diferentes partes del mundo tienen diferentes tiempos asignados para completar la construcción del robot, debido a la fecha variable de torneos clasificatorios pero tienen que tener un mínimo de 8 semanas desde el "Global Challenge Release" (la fecha, normalmente en agosto, por lo cual los detalles de las misiones y proyecto de investigación se vuelven disponibles al público). Se van a competir en torneos de FIRST LEGO League Challenge, similares a los regionales de FIRST Robotics Competition. En la temporada 2006–07, casi 90 000 estudiantes en 8846 equipos de alrededor del mundo compitieron. Los niveles iniciales de competencia están dirigidos por un  Organización Afiliada de Socios (generalmente afiliadas con las Universidades), quiénes están dirigidos por un Afiliado o Representante de Socios Operacional ("El Socio"). El Socio tiene control completo sobre todos los torneos oficiales en su región. Fronteras de región están puestas por FIRST. Algunos Estados representan una región entera mientras otros, como Florida Central, representan una mezcla de Condados dentro del Estado. La mayoría de Socios tienen un sistema de dos niveles; los equipos primero van a un "Qualifier" y si completan ciertos criterios y demuestran bien en todoas las 3 áreas juzgadas,  pueden recibir una oferta para pasar al próximo nivel de competición, el cual es de la mayoría de las veces un evento de nivel regional. Ciertos territorios tienen 3 niveles y también pueden emplear un Campeonato Estatal.
El torneo más grande de un solo día es organizado por First State Robotics y First State FIRST LEGO League en Wilmington, Delaware. Occuriendo cada enero, este evento acoge FIRST  LEGO League Explore, FIRST LEGO League Challenge, FIRST Tech Challenge, FIRST Robotics Competition, y competencias de robot sumo debajo un techo en el Centro de Carpintería de Bob en la Universidad de Delaware.  Equipos de Pensilvania del este, New Jersey del sur, Delaware, y Maryland (entre otras regiones) atienden este torneo para hacerlo el evento de un día más grande de FIRST en el mundo.

### FIRSTCampeonato
La única competencia organizada por FIRST es el FIRST Championship. En 2007, 96 equipos compitieron en el  festival mundial de FIRST LEGO League en Atlanta, Georgia en abril 27–30. El festival mundial de Power Puzzle FIRST LEGO League de 2007-08 y el festival mundial de FIRST LEGO League de Conexiones de Clima de 2008-09 se llevaron a cabo nuevamente en el Domo de Georgia y Georgia Centro de Congreso Mundial. Empezando desde 2010-11, el ftival mundial de FIRST LEGO League se lleva a cabo en el Domo de Jones del Edward y el centro de América en St. Louis. En 2016, FIRST anunció que  expandieron el Campeonato FIRST a dos eventos consecutivos. En 2020, estos eventos serán llevados a cabo primero en Houston, Texas en el George R. Brown Centro de Convención y la semana siguiente en Detroit, Míchigan en el Cobo Centro.
Además, equipos de alto rendimiento del nivel más alto de competencia estatal/regional pueden ser nominados para participar en uno de los Campeonatos Abiertos (también llamados "Invitationals") cuáles están organizados por socios del FIRST LEGO League Challenge. 

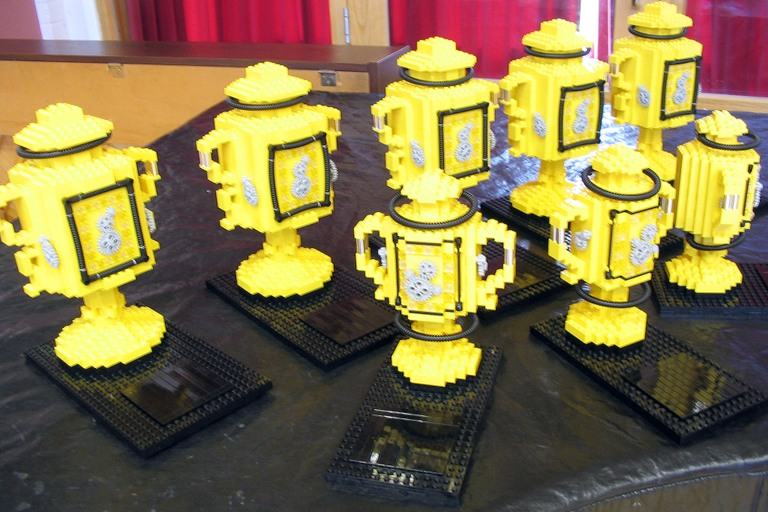
Los trofeos hechos de bloques de LEGO para los ganadores regionales de FIRST LEGO League de 2005.